# ファラオ島

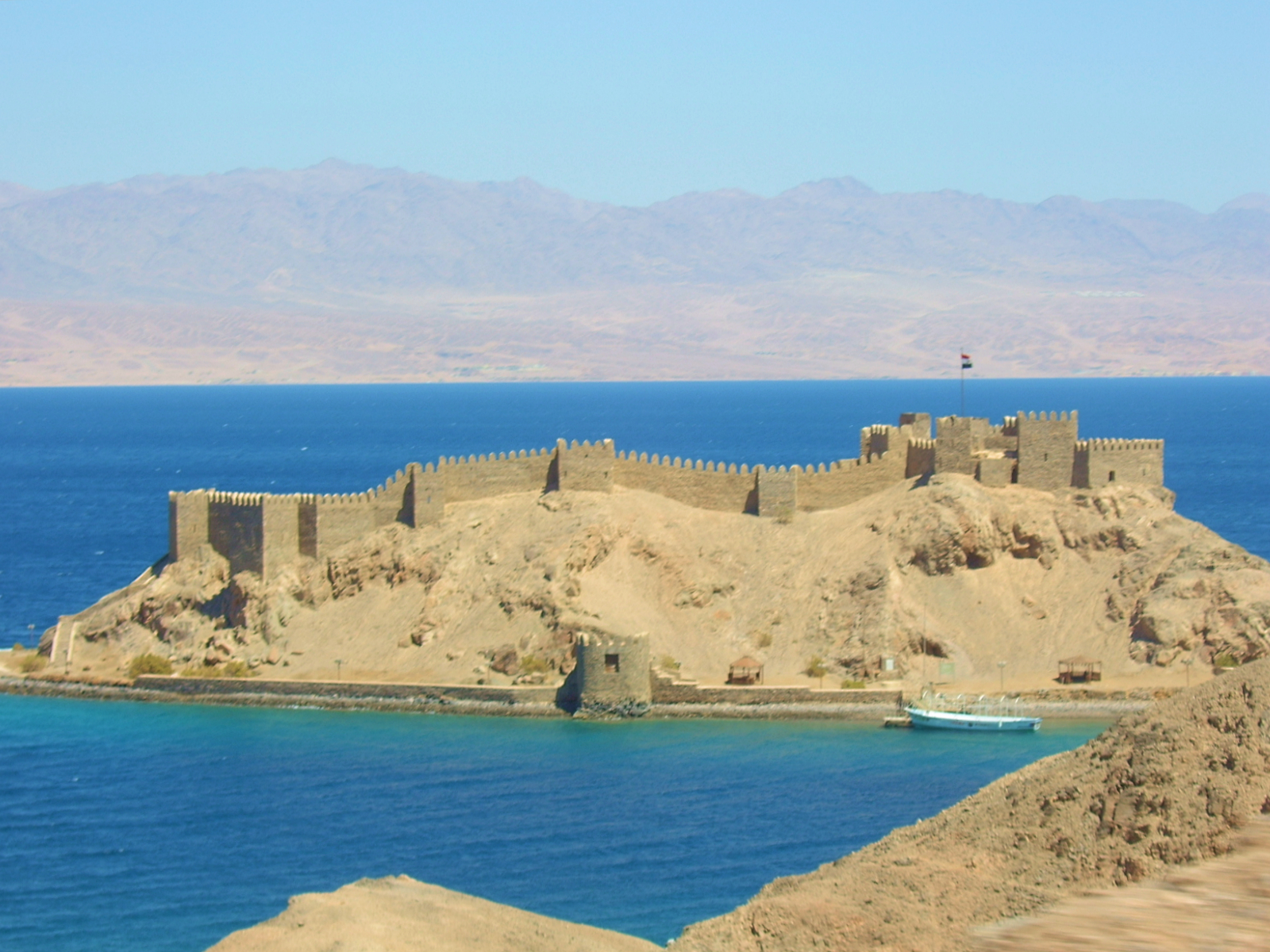
ファラオ島にある中世の砦

ファラオ島（ファラオとう、アラビア語: جَزِيْرَةُ فِرعَون、Cezîretü Fir‘avn）はアカバ湾北部、エジプトのシナイ半島の岸から250メートルほど東側にある小島である。サラーフッディーンにゆかりがあるのではないかという言い伝えがある砦の史跡が残っている。聖書に登場するエツヨン・ゲベルはこの島の港ではないかという説もある。

## 地理
「珊瑚の島」と呼ばれることもあるものの、ファラオ島は大部分が硬質な花崗岩の島である。現在のエイラートの13キロメートル南東にある。タバからは8キロメートルほど離れている。
北から南まで350メートル、幅が一番広いところは170メートル、面積は3.9ヘクタールあり、西側にあるシナイ半島の岸辺との間には250メートルほどの幅がある浅いサンゴ礁が存在し、満潮時には船でのみ行くことが可能で、13世紀には避難ができる停泊地として使われていた。さらに、この島には35メートル×65メートルほどの大きさで、現在はシルトで厚く塞がれている入り江があり、ここはさらに避難に適した係留場所である。この港は人工的に作られたもので、主にフェニキアのコトンと呼ばれる港と同じタイプのものではないかと考える研究者もいる。
島と港は海と陸のルートが合流するところにあり、海ではアラビア南部と東アフリカ、陸では北はシリア方面につながり、シナイ半島をまたいでエジプトにもつながる。

## 歴史

### 鉄器時代
ミディアンとネゲヴの陶器がこの島で発見されており、それぞれ紀元前13-12世紀頃（青銅器時代の終わりから鉄器時代の始め頃）と鉄器時代に最もよく知られていたものである。岸の高さで港も含んで島を囲んでいる塔と砲郭のある壁についてはいつのものかまだはっきりわかっていない。この部屋のひとつを発掘した際、ネゲヴ陶器の陶片2枚が石化した破片の中から見つかったが、場所は床面の高さの箇所ではなかったため、壁の年代同定には使えない。エジプト新王国の時代（紀元前1292–1069年）あたりにはおそらくこの島に地元の人々が住んでいただろうという程度のことしかわかっていない。

#### エツヨン・ゲベル
ファラオ島の港こそが聖書に登場するエツヨン・ゲベルではないかという説がある。聖書に出てくるエツヨン・ゲベルとエロトを同定しようとする試みは多数あり、1967年にベノ・ローテンベルクが、A・フリンダーが1977年と1989年に、アヴネル・ラバンが1997年に、ファラオ島がエツヨン・ゲベルの港ではないかという説を支持する見解を表明している。

### 中世

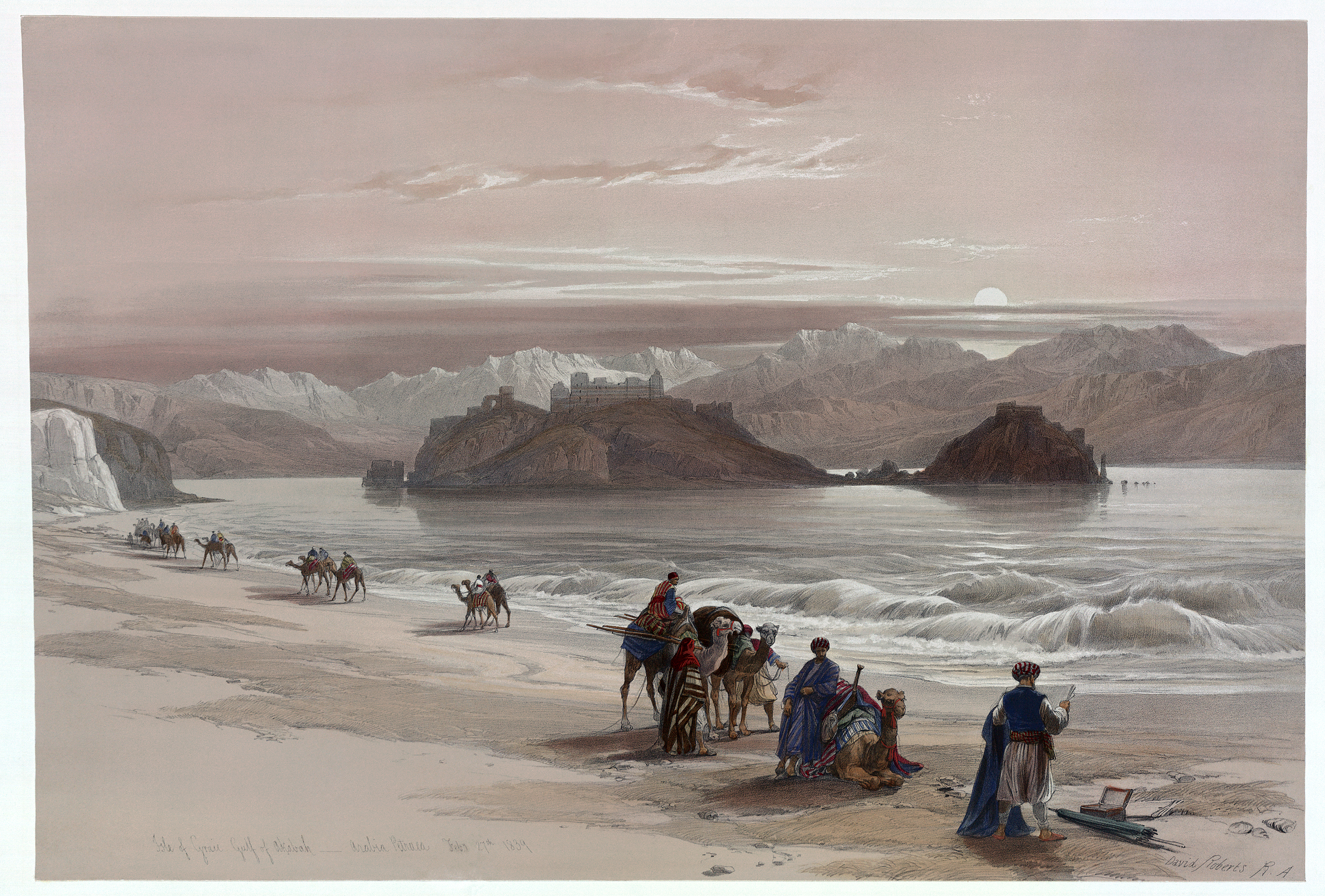
19世紀のファラオ島

1116年には十字軍がアカバ湾の先に到達したものの、この時にアイラやその周辺にあるこの島に永続的に力を及ぼすことはなかった。ムスリムの歴史家によると、アイラは1154年になってもいまだにムスリムの手中にあるアラブ人が住む街であった。

#### サラーフッディーン要塞
12世紀末頃にサラーフッディーンがこの島に要塞を建てたという有名な伝説がある。アカバ湾の北西の端にサラーフッディーン要塞と呼ばれる砦がある。

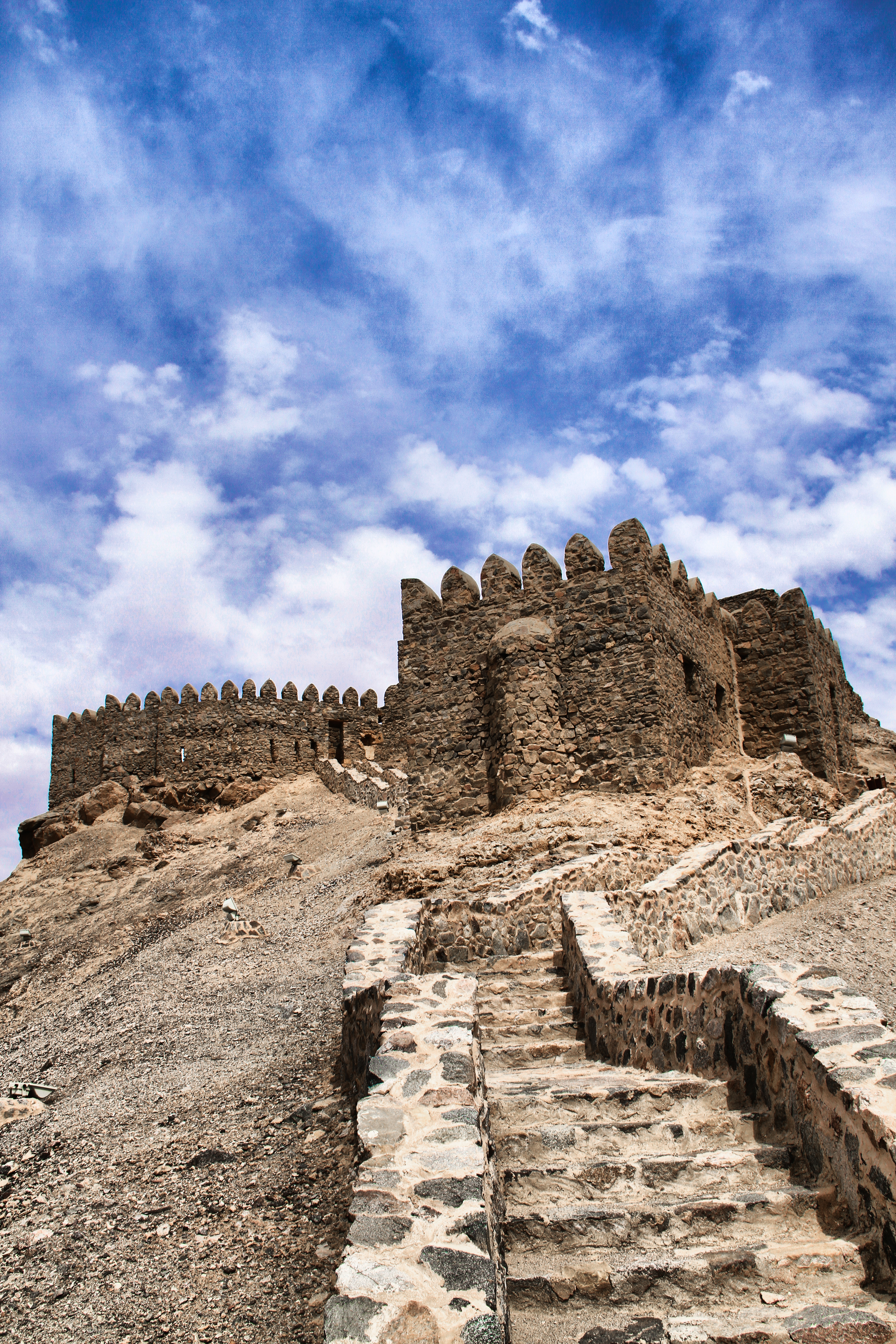
サラーフッディーン要塞の一部

この地域には十字軍がいたが、その理由はムスリムの近隣住民に対してエルサレム王国の南東部分を守ることと、通行するムスリムの巡礼者から身代金を取り立てることのふたつであったと言われている。このために建てられた城は高地で防衛しやすく、アカバ湾が一番狭くなっているところにあったという。言い伝えによると、1170年代にサラーフッディーンはこの城を十字軍から奪回して要塞として整備した。
十字軍が専門の考古学者・歴史家であるエイドリアン・ボアズによると、十字軍が1160年代初め頃にファラオ島に城を建てたという主張を支持する証拠はなく、1170年にサラーフッディーンがこの島を奪回して再び要塞化し、砦に守備隊を配備したという痕跡も見つかっていない。フーシェ・ド・シャルトルはボードゥアン1世がアイラの街までやってきた時、地元民は船でファラオ島に逃げてきたと述べているが、フランク人がこの住人を追って島を奪ったというようなことは述べていない。
しかしながらボアズと共同研究をしたこともある歴史家であるデニス・プリングルは1975年から1981年の発掘とそれに続く片付け作業の際に考古学的な証拠は出てこなかったという事実にもかかわらず、中世のムスリムによる史料で詳細に語られているこうした出来事をありそうな事実だとして受け入れている。実際はそうではなく、全体が12世紀末から13世紀にかけてアイユーブ朝が行った要塞化のためにこうなったという可能性も高い。史料で十字軍に奪われて再要塞化されたと書かれている「城」は砲郭のついた壁のことかもしれないが、これは十字軍の到達より以前のものである。

#### 12世紀末以降
英文学ではこの城や島がフランク語風に聞こえる "Ile de Greye" あるいは "Isle de Graye"（現代フランス語では "île de Graye"）という名前で知られていたが、これはアラビア語で「小さい村」を示すqurayyaから19世紀に作られた造語であり、同時代の年代記はここを近くの街にあるオアシスと同じく「アイラ」と呼んでいた。
1181年11月、ルノー・ド・シャティヨンがアラブ人の支配下にあったアイラを襲撃し、ここで1182年から1183年の冬にかけてムスリムの軍に対する海上封鎖を試みたが、封鎖に使われた船が2隻だけだったためにうまくいかなかった。閉鎖の間にこの船がファラオ島を使ったことを示唆するものはない。
1217年に巡礼者ティエトマールがこの島を通り、ここにある城にはムスリムとキリスト教徒の捕虜、すなわちフランス人、イングランド人、ラテン系の人々が住んでいるが、ラテン系についてはカトリックであること以外は識別困難で、農業や軍事的な活動には一切携わらず、全員「サルタンの漁師」として働いていると報告している。
十字軍、マムルーク朝、オスマン帝国の時代にかけて、この島の砦は大きな役割を果たしていた。マムルーク朝からオスマン帝国の時代の人々は砦の建築にさらに手を加えた。
砦には14世紀のある時期、おそらく1320年頃にマムルークのアカバの街の総督が住んでおり、そのあたりの時期に総督の居住地が街に移された。

### イスラエル
1975年から1981年の間、第三次中東戦争のすぐ後にイスラエルがシナイ半島を占領した時にイスラエルの考古学者が島を研究した。イスラエルの考古学者は1500枚ほどの布のはぎれを発見したが、その中にはインド、イラン、イラクに由来するものもあり、また籠や索類も数百個見つけたが、これは放射性炭素年代測定で12世紀末から14世紀末のものとされた。この中には、おそらく商業活動、とくにおそらくはエジプトと十字軍が建てたエルサレム王国の間にすら商業活動があったことの証拠と見なせるものがある可能性もある。

### エジプト
シナイ半島がエジプトに返還された後、1980年代初頭にエジプトによる片付けと修復作業が行われた。修復が過剰であったため、砦は中世そのものの外観をいくぶん喪失してしまった。
ヨルダンとイスラエルに近い場所にあるため、ファラオ島とそのサンゴ礁はタバ、エイラート、アカバを基点にする観光客にとって人気のある観光名所となっている。
ファラオ島の砦は2003年に世界遺産の暫定リストに候補として追加された。エジプトはファラオ島を「シナイ半島において最も重要なイスラーム遺産」のひとつとして位置づけ、世界遺産登録を目指して活動している。